# ادر گوچو
ادر گوچو (به پرتغالی: Éder Guterres Silveira) مدافع اهل برزیل است که در شهر São Borja و در تاریخ ۷ اکتبر ۱۹۷۷ به دنیا آمده‌است.
ادر گوچو در تیم‌های فوتبال Grêmio سابقهٔ حضور دارد.